# Sanxian

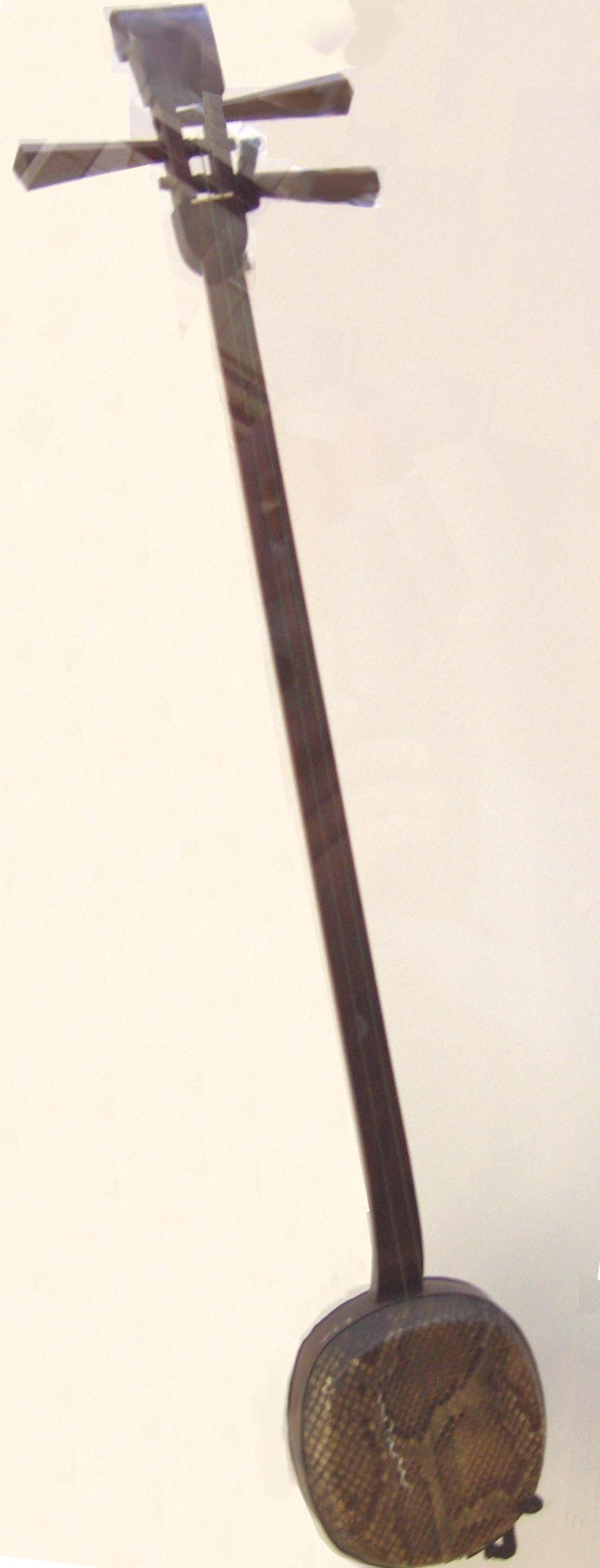
Sanxian

Le sanxian (mandarin 三弦 ; pinyin sānxián ; EFEO : sansien, lit. « trois cordes ») est un instrument à cordes pincées chinois à manche long dont le résonateur rectangulaire est recouvert de peau de serpent. Une version à quatre cordes existe aussi depuis la fin du XXe siècle. Très ancien, il est à l'origine du shamisen japonais.

## Lutherie
La caisse de résonance presque ovale est recouverte d'une peau de serpent. Le très long manche a une longue touche non frettée prolongée d'un chevillier traditionnel à trois grandes chevilles. Il y a trois cordes en soie fixées au bas de la caisse.
Il existe des versions à la forme octogonale ou presque carrée, mais elles sont rares.

## Jeu
Traditionnellement les cordes sont pincées avec un plectre en corne. 

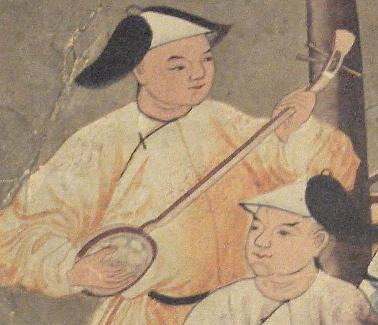
Joueur de Sanxian (1780)